# Simon Ohlsson
Simon Ohlsson är sångare och andra låtskrivare i svenska rockbandet Silverbullit, grundat 1995 i Göteborg. Tidigare i bandet Simon And The Wild Angels. Ohlsson är känd för sin kompromisslösa och vilda scenshow, som också försatt honom i trubbel med ordningsvakter på Silverbullits konserter.